# Backabo
För andra betydelser, se Backabo (olika betydelser).
Backabo är ett bostadsområde i Karlskrona med strax över 403 hushåll bestående av villor, radhus, atriumhus och bostadsrättslägenheter. Området angränsar till bostadsområdena Mariedal och Torskors samt fritidsanläggningen (tidigare militärområdet) NKT Arena Karlskrona. 
I området låg Backaboskolan, som rivits till förmån för ett nytt gruppboende. Det ligger också ett stort städföretag, HS Service & Support i Backabo. På 1950-talet fanns där också en bensinmack och innan bostadsområdets uppförande ett stort grustag. Vid områdets uppförande ville man inte ha någon busstrafik i de bebyggda delarna varför det aldrig gått några bussar i området.
Närmaste större skola är Sunnadalskolan, närmaste kyrka är Mariedalskyrkan , närmaste "Svenska kyrka" Kungsmarkskyrkan och närmaste köpcentrum finns i Vedeby.
Området har beskrivits i prosa av Johannes Sjögren i novellsamlingen "Backabo", utgiven av Ordfronts förlag 2002.